# Liptena aequatorialis
Liptena aequatorialis är en fjärilsart som beskrevs av Henry Stempffer 1956. Liptena aequatorialis ingår i släktet Liptena och familjen juvelvingar. Inga underarter finns listade i Catalogue of Life.